# 胚嚢
胚嚢（）は被子植物の胚珠にある雌性配偶体のことである。胚のうと表されることが一般的である。胚珠の珠心と呼ばれる部分に形成される。珠心との間に原形質連絡はなく、胞子体とは独立している。一方、胚嚢内では隣接する細胞間に原形質連絡が存在する。しかしながら、栄養の供給の面では胞子体に完全に依存している。そのため、胚嚢は、同じく配偶体であり、胞子体から完全に独立している前葉体とよく比較され、胚嚢は胞子体に寄生していると言われる。胚嚢と対になるのは雄性配偶体すなわち花粉管である。

卵細胞（egg cell）で黄色, 助細胞（synergids）で橙色, 中央細胞の極核（central cell with two polar nuclei）で黄緑色,反足細胞（antipodals）で緑色。

なお、この頁では配偶体である胚嚢のほか、胞子に相当する大胞子及び胚嚢細胞や、配偶子である卵細胞にも触れる。

## 形成経緯

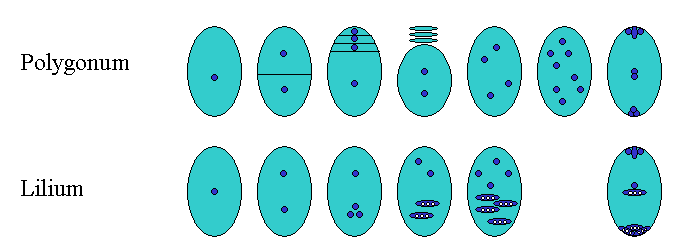
胚嚢の形成過程。上がタデ型、下がバイモ型

以下は、最も一般的であり約80%の科にみらる、タデ型の胚嚢形成の概説である。
胚珠の珠心内に胚嚢母細胞が形成される。この細胞は胞子体の一部にあたる。胚嚢母細胞は減数分裂をおこし、4つの大胞子となる。うち3つは退化・消失し、1つの大胞子は胚嚢細胞になる。胚嚢細胞は胞子にあたる。胚嚢細胞の核（大胞子核）は3回の核分裂をおこし、細胞内に8個の細胞核が形成される。そして2個の核（極核）をもつ中央細胞が1つ、1個の核をもつ反足細胞が3つ、1個の核をもつ助細胞が2つ、1個の核を持つ卵細胞が1つできる。この7つの細胞の集合体を胚嚢と呼ぶ。胚嚢は配偶体にあたる。

## 胚嚢の構造
- 卵細胞（らんさいぼう、egg cell）

胚嚢において珠孔側に位置し、雌性配偶子として機能する細胞。花粉からの精細胞と接合して接合子となる。助細胞と同様に細胞壁は部分的であることが多い。珠孔側にははっきりとした細胞壁が存在するが、合点側にいくにつれ細胞壁が薄くなり、やがて消失する。ただしラン科の一部の種では卵細胞全体を細胞壁が覆っている。種子植物以外の卵細胞については卵細胞を参照。
- 助細胞（じょさいぼう、synergid）

珠孔側に存在し、卵細胞を取り囲んでいる細胞で、花粉管誘導を行うための細胞である。卵細胞と同様に細胞壁は部分的であることが多い。珠孔側の3分の1には、はっきりとした細胞壁が存在するが、合点側にいくにつれ細胞壁が薄くなり、合点側の3分の1では消失している。細胞膜で、もう１つの助細胞、それから卵細胞や中央細胞と接している。ただしラン科の一部の種では助細胞全体を細胞壁が覆っている。珠孔側では、細胞壁が細胞内に突出して繊形装置（filiform apparatus）とよばれる特殊な構造が形成されている。繊形装置は物質輸送に関わる転送細胞の細胞壁に類似していることから、細胞壁を通じた物質輸送に関与していると考えられている。なお、キク科の一部の種では助細胞は繊形装置を欠く。
- 卵装置（らんそうち、egg apparatus）

卵細胞と助細胞を合わせた通常3つの細胞で構成される構造。この複合体はシダ植物における造卵器にあたる。
- 反足細胞（はんそくさいぼう、antipodal cell, antipode）

胚嚢において合点側に位置する細胞。3個のことが多いが、11個や１個、欠如することもある。またふつうは単相であるが、3倍体核をもつ種もある。反足細胞は受精の前、または直後に退化する場合がある。アカテツ科の一部やチスミア科では、発生中の胚嚢の合点側にある核が、細胞を形成することなく消失してしまう。一方、反足細胞が8細胞期まで存続することもある。ササ属などでは、反足細胞が細胞分裂を繰り返し、300細胞にも達することがある。
- 中央細胞（ちゅうおうさいぼう、central cell）

胚嚢においては最も大きな細胞で、通常、大きな液胞をもち、糖やアミノ酸、無機塩類の貯蔵庫の役割を担っていると考えられている。胚嚢の細胞としては珍しく、ミトコンドリア、デンプンやタンパク質を多く含む色素体、ゴルジ体、小胞、グリオキシソームなどを含む。一般的には、極核とよばれる単相の核が2個存在するが、これは後に合体して複相の中心核となる。中心核は精細胞と接合して胚乳核となり、。このときの接合は重複受精と呼ぶ。
中央細胞は受精後、胚乳となる。

## 胚嚢のタイプ
胚嚢は、基となる大胞子の核数、分裂回数、細胞数、胚嚢内での細胞の配置などの点で多様性が見られる。

### 単胞子性胚嚢（monosporic embryo sac）
4個の大胞子のうち、1個だけに由来する胚嚢。全ての核が1個の大胞子核の体細胞分裂に由来するため、胚嚢内の細胞は遺伝的には全て同一である。最も一般的である。タデ型など4つの型がある。

### 二胞子性胚嚢（bisporic embryo sac）
減数第1分裂によって2個の娘細胞が形成されるが、そのうち2個だけが細胞質分裂を伴わない減数第2分裂を行い、核相が2つの大胞子となる。そのため、胚嚢を構成する細胞の核は2種類の遺伝的組成をもつ。2つの型がある。

### 四胞子性胚嚢（tetrasporic embryo sac）
減数第1分裂、第2分裂ともに細胞質分裂を伴わないため、核相が4つの大胞子（集合大胞子、多核大胞子）となる。そのため、胚嚢を構成する細胞の核は4種類の遺伝的組成をもつ。バイモ型など7つの型がある。

## 花粉管誘導
花粉管を誘引する機構を花粉管誘導という。
花粉管が珠孔へと伸長するのを助ける、胚珠に付随した組織を閉鎖組織という。珠孔には、ときに珠心や珠皮からの分泌物が蓄積されたり、膜が形成されたりする。これらは、花粉管の先端が珠孔に侵入するための走化性物質の局在化に役立っていると考えられている。なお、受精後には、栓が形成されて珠孔が閉鎖される。乾燥に対する耐性や病原体の侵入を防ぐためと考えられている
。珠孔に入った花粉管の先端は助細胞の出す花粉管誘引物質によって誘引されることが知られている。この誘引物質であるタンパク質をルアー（LURE、ルアータンパク質）と呼ぶ。
名古屋大学の黒岩と東山は、2001年に、トレニアの胚珠を用いて、助細胞と卵細胞それぞれをレーザーによって破壊し、花粉管は助細胞に引き寄せられていることを突き止めた。花粉管が卵細胞に誘引されるのは助細胞からの誘引物質によるものであることを実験によって明らかにしたわけである。
2009年3月に、東山らは、助細胞の花粉管誘引物質であるタンパク質を同定し、ルアーと名付けた。これは釣りで魚をおびき寄せるのに使うルアーにちなんで命名された。その同定の経緯は次のようなものである。助細胞25個からcDNAライブラリーを作成し、遺伝子発現解析（EST解析）を行った。その結果、システインが多く含まれ、分泌性を持つと予測される低分子量のタンパク質の多くが、強く発現していることが分かった。それらのうち特に発現が強いと予測された3つの遺伝子について調べると、そのうち2つが助細胞で特異的に強く発現し、作られたタンパク質が花粉管の進入してくる部位に向かって分泌されていることが判明した。さらに、これら２つのタンパク質を大腸菌に作らせると、それらのタンパク質は助細胞の誘引と同様の強い誘引を示した。レーザーマイクロインジェクターという独自の装置を使い、この2つのタンパク質の遺伝子の発現を抑えるモルフォリノアンチセンスという核酸分解酵素に分解されることのない核酸様物質を胚嚢に導入した。すると花粉管の誘引が阻害されたことから、その2つの遺伝子から転写・翻訳されるタンパク質が花粉管誘引物質であることを突き止めた。そしてこれらをルアーと名付け、存在する2種類に対し、LURE1、LURE2と命名した。ルアーは，ディフェンシンによく似たタンパク質であり，助細胞の基部側（花粉管が進入する側）に分泌される。0.2㎜程度の範囲の近距離で働くため、極めて正確な誘導を行う。なお、助細胞がない胚嚢のタイプの場合、卵細胞が誘引を行うと考えられている。
多くの被子植物が助細胞を2つもつことについては、一方の助細胞での誘引が失敗したときのバックアップとしての機能をもう一方の助細胞が果たすためであることを、同じく東山らが2012年に発表した。
助細胞は基本的に短命である。1個は退化助細胞と呼ばれる。退化助細胞では、花粉管の侵入前後に合点側の大きな液胞が消失し、核が退化する。もう１個は永続型助細胞とよばれるが、これもふつう花粉管から内容物（精細胞など）が放出されると崩壊する。しかしこの永続型助細胞が受精後かなりの間存在する種もあり、このような助細胞では核が大型化し倍数性を示すことが知られている。このタイプは二胞子性胚嚢のネギ型の一部でみられる。
受精後の経緯については胚#植物の胚を参照。